# Carlo Abate
Carlo Maria Abate (Torino, 1932. július 10. – Torino, 2019. április 29.) olasz autóversenyző.

## Kezdeti évek
A francia családból származó fiatalember 1955-ben kezdte a pályafutását a Sestrieres Rallyn, ahol egy FIAT 1100-as autóval indult. Két évre rá már az olasz GT-bajnokság 1300 köbcentiméteres kategóriájának a bajnoka volt, valamint először indult a híres olasz derbin a Mille Miglián, ahol elsőre a 33. helyet szerezte meg Alfa Romeójával.

## Nemzetközi karrier
1958-ban bajnok az olasz hegyiverseny-bajnokságban, és a Targa Florión a 9. helyet szerezte meg Gianni Balzarini társaságában. A következő évben a Mille Miglia bajnoka Balzarinivel, olasz GT-bajnok ismét, második a Coppa Inter Europa Monza versenyen, és az autós Tour de France-on az 5. helyet szerezte meg. 1960-ban a karrierje töretlen, ugyanis győzött a Coppa Inter Europán, nyolcadik a sebringi futamon Giorgio Scarlattival és Siennával trióban, nyolcadik a nürburgringi 1000 kilométeres futamon Colin Davisszel, majd hatodik a hegyi Európa-bajnokságon az összetettben. A következő évben szerepelt először a Le Mans-i 24 órás autóversenyen egy Ferrarival, de váltóhiba miatt kiállt, azonban a nürburgringi 500-ason győzött.

## Együléses „kiruccanás”
Az évet a Trophée d'Auvergne megnyerésével kezdte, majd év közben átnyergelt az együlésesekre és mindjárt a Formula–1 kategóriára, de egyelőre csak vb-n kívüli futamokra nevezett, nem is kevés sikerrel, ugyanis a XV. Grand Premio di Napolin a negyedik lett Porschéjával, Ennában pedig a harmadik. Ebben a szezonban nevezett a francia nagydíjra és a német nagydíjra egy Lótusszal, de különböző problémák miatt nem indult.
1963-ban a Targa Florión győzött Joakim Bonnierrel párban, majd Reimsben ismét nyert a GT kategóriában, az együléseseknél pedig Siracusában ismét harmadik lett, és vb futamra is nevezett az olasz nagydíjra egy Porsche versenygéppel, de ismét hiányzott a rajtlistáról.

## Későbbi évek
Az utolsó autós szezonjában (1964-ben) csak Sebringben és Le Mans-ban indult, de már nem volt sikeres. Emiatt vissza is vonult.
A későbbi években a Renio Papa dell'Acs Ticino klinika igazgatója lett.

## Fordítás
- Ez a szócikk részben vagy egészben  a   Carlo_Mario_Abate című angol Wikipédia-szócikk fordításán alapul.  Az eredeti cikk szerkesztőit annak laptörténete sorolja fel. Ez a jelzés csupán a megfogalmazás eredetét és a szerzői jogokat jelzi, nem szolgál a cikkben szereplő információk forrásmegjelöléseként.
- Ez a szócikk részben vagy egészben  a   Carlo_Mario_Abate című olasz Wikipédia-szócikk fordításán alapul.  Az eredeti cikk szerkesztőit annak laptörténete sorolja fel. Ez a jelzés csupán a megfogalmazás eredetét és a szerzői jogokat jelzi, nem szolgál a cikkben szereplő információk forrásmegjelöléseként.